# Albert sagt … Natur – aber nur!
Albert sagt … Natur – aber nur!, auch Albert sagt, ist eine deutsch-ungarische Zeichentrickserie, die von 1996 bis 1997 in 13 Folgen ausgestrahlt wurde. Die Serie basiert auf den sogenannten Fensterbüchern von Frederic Vester. Im Vordergrund steht die Vermittlung von Umwelt und Umweltbewusstsein. Die Serie ist 2003 unter dem Namen Albert auf Entdeckungstour fortgesetzt worden.

## Inhalt
Der Hauptcharakter Albert ist ein Fabelwesen, das dem Äußeren nach einer Kombination aus Vogel und Hamster entspricht. Albert ist zwar frech, zeichnet sich jedoch durch Neugierde und Freundlichkeit aus, sodass er mit allen Tieren auskommt. Seine Abenteuer dienen der Erklärung von Natur und Umwelt. Zu diesem Zweck besitzt Albert die Eigenschaft, sich vergrößern oder verkleinern zu können, um Pflanzen und Elemente bis ins kleinste Detail auf die Spur zu kommen. Hierfür kann er nicht nur fliegen oder laufen, sondern auch tauchen und schwimmen. Neben der Bedeutung von Natur und Umwelt finden in der Zeichentrickserie ebenfalls mögliche Gefahren und Umweltprobleme Beachtung. Insbesondere wird die vom Menschen oder von Maschinen ausgehende Bedrohung thematisiert.

## Produktion und Veröffentlichung
Die Serie entstand im Auftrag des ZDF bei Cologne Cartoon, EVA Entertainment, JEP Animation, Kecskemétfilm und Videal. Regie führten Dietmar Kremer, Phil Kimmelman und Lajos Nagy. Die Drehbücher schrieben Mark Needham, Fiona Howe und Gareth Jones sowie als wissenschaftlicher Koautor Burckhard Mönter. Produzent war Jürgen Egenolf und die Musik komponierte Martin Gorenz, Ives Ferrand und Mandy Van Baaren. Die Designs stammten von Anne Heseler, die auch für Effekte verantwortlich war, und Regisseur Dietmar Kremer. Sprecher von Albert ist Bodo Wolf, in weiteren Rollen sind Wolfgang Grönebaum, Hans-Gerd Kilbinger, Stephan Schlehberger und Tanja Schumann zu hören. Die deutsche Synchronfassung entstand unter der Leitung von Gerhard Graf.
Die Erstausstrahlung fand ab dem 18. Januar 1996 im ZDF statt. Insgesamt wurden 13 Folgen in zwei Staffeln gezeigt. Später wurde die Serie auch in Brasilien, Ungarn und den USA gezeigt.

## Episoden

### Staffel 1
| Nummer (gesamt) | Nummer (Staffel) | Originaltitel                      | Thema                                                       |
| 01              | 01               | Wasser zieht Kreise                | Wasserkreislauf                                             |
| 02              | 02               | Ohne Wasser – kein Klima           | Treibhauseffekt                                             |
| 03              | 03               | Der Wert eines Vogels              | Ökologisches Gleichgewicht                                  |
| 04              | 04               | Der Boden lebt                     | Landwirtschaft, Mikroorganismen                             |
| 05              | 05               | Energie es geht auch anders        | Natürliche Energiequellen                                   |
| 06              | 06               | Ein Baum ist mehr als nur ein Baum | Bedeutung und Funktion des Waldes für die Ökologie der Erde |

### Staffel 2
| Nummer (gesamt) | Nummer (Staffel) | Originaltitel                          | Thema                                       |
| 07              | 01               | Luft – Ohne Luft läuft nichts          | Luftverschmutzung                           |
| 08              | 02               | Regenwälder – Reichtum dieser Erde     | Bedeutung der Regenwälder, Klimaveränderung |
| 09              | 03               | Die Meere – Wasser und Leben           | Meereskreislauf                             |
| 10              | 04               | Ernährung – alles zu seiner Jahreszeit | Genmanipulation                             |
| 11              | 05               | Bauernhof oder Tierfabrik?             | Massentierhaltung                           |
| 12              | 06               | Abfall und Müll: Ein Bumerang          | Mülltechnologien, Müllvermeidung            |
| 13              | 07               | Keine Pause für die Ohren              | Lärmbekämpfung                              |